# Vishravajra

Vishvavajra

Een Vishvavajra (al-vajra) is een dubbele vajra (dubbele dorje) en wijst op de aanwezigheid van het absolute in:
- De vijf windrichtingen (noord, oost, zuid, west en het midden)
- De vijf elementen (aarde, water, vuur, lucht en ether)
- De vijf kleuren (geel, wit, rood, groen en blauw)
- De vijf zintuigen
- De vijf wijsheden

Het is tevens symbool van harmonie, onveranderlijkheid en alwetendheid. Het is het symbool van Amoghassiddhi, de Dhyani Boeddha van het noorden.
In de rituelen en voorschriften van het boeddhisme vertegenwoordigt het ook de Leegte (Sunya) die niet kan worden verwoest, maar wel alle slechte eigenschappen, zoals jaloezie, en onwetendheid vernietigt.